# Teresa Ortiz-Gómez
Teresa Ortiz-Gómez (Cuenca, 21 de agosto de 1953) es una profesora española, catedrática de historia de la ciencia en el Departamento de Anatomía Patológica e Historia de la Ciencia y en el Instituto Universitario de Estudios de las Mujeres y de Género de la Universidad de Granada. Doctora Honoris Causa por la Universidad de Alicante.

## Biografía
Licenciada en Medicina y Cirugía por la Universidad de Granada, obtuvo el doctorado por la Universidad de Granada en 1985 y la cátedra de Historia de la Ciencia en 2003. Desde 2002 es la responsable del grupo de investigación del Plan Andaluz de Investigación HUM-603. Estudios de las Mujeres, grupo consolidado de estudios de las mujeres y de género de carácter interdisciplinar. Ha sido directora del Instituto de Estudios de la Mujer de la Universidad de Granada  (actualmente Instituto Universitario de Investigación de Estudios de las Mujeres y de Género) entre los años 1993-96 y  2000-2002, directora de la revista Dynamis  desde 1999 a 2011 , tesorera de la Asociación Española de Historia de las Mujeres AEIHM (1997-2002),  vocal del Consejo Editorial de la Universidad de Granada desde 2002 hasta 2008, y evaluadora de la ANEP, la ANECA y varias agencias autonómicas y europeas de evaluación desde 2002.
Su labor docente la ha realizado en la Universidad de Granada como profesora de Historia de la Medicina (Grado de Medicina), Historia de la Odontología (Grado de Odontología), Master GEMMA en Estudios de Mujeres y Género,  y Experta Género y Salud (Escuela Andaluza de Salud Pública y UGR).
En cuanto a su labor investigadora ha liderado y/o participado en 23 proyectos de investigación con financiación pública nacional y europea y ha dirigido 5 tesis doctorales y 25 de master.  Sus principales líneas de investigación están centradas en la historia de las profesiones sanitarias; la historia de las mujeres en la medicina y la matronería; los discursos médicos de género y la historia de la anticoncepción.
Entre los proyectos en los que ha participado cabe destacar:
- Anticoncepción, sexualidad y salud: memorias de vida y prácticas sanitarias en España durante el franquismo y la transición democrática (Proyecto ASYS).
- La constitución de la Planificación Familiar en España durante los últimos años del franquismo y la transición democrática (1970-1985), Proyecto HAR2008-05809.
- Standard drugs and drug standards. A comparative historical study of pharmaceuticals in the 20th century.
- Trabajo, género y medicina. Actividad profesional de las médicas españolas de la segunda mitad del siglo XX.
- Los profesionales sanitarios andaluces (Almería, Granada, Málaga) en el siglo XVIII a través del catastro de Ensenada(1751-54).

Ha realizado estancias de investigación en Department of History of Science, Science Centre, Cambridge MA, Harvard University (USA) (sep-dic 2010), en el Instituto de Filosofía CCHS (CSIC) de Madrid (ene-jul 2010), Wellcome Institute for the History of Medicine, London University College (jun-ago 2002); Wellcome Unit for the History of Medicine, Oxford University (may-jul 1986).
En mayo de 2019, Ortiz Gómez fue investida como Doctora Honoris Causa por la Universidad de Alicante, como reconocimiento a su trayectoria académica y su consideración como referente feminista en el campo de la Historia de la Medicina.

## Libros
- Anticoncepción, mujeres y género. La “píldora” en España y Polonia (1960-1980) [Con Agata Ignaciuk]. Madrid: Catarata, 2016.
- Gendered drugs and medicine. Historical and Socio-Cultural Perspectives [Editora con María J. Santesmases]. Oxford: Routledge, 2014.
- Dynamics of health and welfare: texts and contexts. [Editor con Laurinda Abreu, Patrice Bourdelais and Guillermo Palacios]. Évora: Ediçoes Colibrí-Universidad de Évora, 2007.
- Medicina, historia y género. 130 años de investigación feminista. Oviedo: KRK, 2006.
- Sanadoras, matronas y médicas en Europa, siglos XII-XX [Editora con Montserrat Cabré Pairet]. Barcelona: Icaria, 2001.
- Universidad y feminismo en España II. Situación de los Estudios de las Mujeres en las universidades españolas en los años 90.  [con Cándida Martínez López y otras]. Granada: Universidad de Granada, 1999.
- Las mujeres y la actividad científica en los siglos XIX-XX, En femenino plural vol. 4 (Itziar Elizondo, coord.). Córdoba: Diputación de Córdoba, 1999.
- Mujeres de ciencias. Mujer, feminismo y ciencias naturales, experimentales y tecnológicas. [Editora con Gloria Becerra]. Granada: Universidad de Granada, 1996.
- Mujer, salud y ciencia (1900-1991). Fondos bibliográficos sobre mujeres en la Sección de Historia de la Medicina y de la Ciencia de la Universidad de Granada. Granada: Universidad de Granada, 1992.
- La mujer en Andalucía [Editora con Pilar Ballarín]. Granada: Universidad de Granada,  1990, 2 vols.
- Médicos en la Andalucía del siglo XX. Número, distribución, especialismo y participación profesional de la mujer. Granada: Fundación Averroes, 1987.

### Artículos y capítulos de libro
- The fight for family planning movement in Spain during late Francoism and the transition to democracy, 1965-1979. Journal of Women’s History, 2018, 30 (2), pp. 38-62. [con Agata Ignaciuk]
- Feminismos biográficos: aportaciones desde la historia de la ciencia. Arenal, 2017, 24 (2), pp. 379-404. [con María J. Santesmases y Montserrat Cabré i Pairet]
- La producción científica biomédica sobre transexualidad en España: análisis bibliométrico y de contenido (1973-2011). Gaceta Sanitaria, 2015, 29 (2), pp. 145-151. [con Patricia Navarro Pérez y Eugenia Gil García]
- Pregnancy and labour cause more deaths than oral contraceptives: The debate on the pill in the Spanish press in the 1960s and 1970s. Public Understanding of Science, 2015, 24 (6), pp. 658-671. [con Agata Ignaciuk]
- Género y trayectorias profesionales de las médicas de familia en Andalucía, España, a comienzos del siglo XXI. Salud Colectiva, 2014, 10 (3), pp. 313-323 [con Lorena Saletti-Cuesta y Ana Delgado]
- Doctors, women and the circulation of knowledge of oral contraceptives in Spain, 1960s-1970s. En: Teresa Ortiz Gómez y María Jesús Santesmases (editoras), Gendered drugs and medicine. Historical and sociocultural perspectives. Farnham: Ashgate, 2014, pp. 133-152. [con Agata Ignaciuk y Esteban Rodríguez Ocaña]
- El «espíritu femenino» y la libertad sexual en la obra de Margaret Sanger. En: Pilar Díaz Sánchez et al. (editoras), Impulsando la historia desde la historia de las mujeres: La estela de Cristina Segura. Huelva: Universidad de Huelva, 2012, pp. 469-474.
- Ovulostáticos y anticonceptivos. El conocimiento médico sobre «la píldora» en España durante el franquismo y la transición. Dynamis, 2012, 32 (2), pp. 467-494 [con E. Rodríguez-Ocaña and A. Ignaciuk].
- Maternidad voluntaria: Anticoncepción, ciencia y feminismo en el siglo XX. En: Gloria Franco (editora), Debates sobre la maternidad desde una perspectiva histórica (siglos XVI-XX). Barcelona: Icaria, 2010, pp. 85-105.
- Significados científicos del cuerpo de mujer [Editora con Montserrat Cabré]. Asclepio, 2008, 60 (1), pp. 9-18.
- La práctica sanitaria en la historia ¿una cuestión femenina?, Eidon. Revista de la Fundación de Ciencias de la Salud, 2007, (23), pp. 61-65.
- Fuentes orales e identidades profesionales: las médicas españolas en la segunda mitad del siglo XX. Asclepio, 2005, 57 (1), pp. 75-97.
- Género, profesiones sanitarias y salud pública. Gaceta Sanitaria, 2004, 18 (1), pp. 189-194  [con Joanna Birriel & Rosa Ortega].
- Las matronas y la transmisión de saberes científicos sobre el parto en la España del siglo XIX. Arenal, 1999, 6 (1), pp. 55-79.
- How to be a midwife in late nineteenth-century Spain. En: Marland & Rafferty (eds.), Midwives, society and childbirth. London: Routledge, 1997, pp. 61-80.